# Tour de Lombardie 1911
La 7e édition de la course cycliste, le Tour de Lombardie a eu lieu le 5 novembre 1911 et a été remportée par le Français Henri Pélissier. Il s'est imposé en battant au sprint notamment le vainqueur sortant.

## Classement final
| \| 1. Henri Pélissier \| France \| en \| 7 h 34 min 30 s \| \| 2. Giovanni Micheletto \| Italie \| + \| 0 s \| \| 3. Cyrille Van Hauwaert \| Belgique \| \| 0 s \| \| 4. Maurice Brocco \| France \| \| 0 s \| \| 5. Carlo Durando \| Italie \| \| 0 s \| \| 6. Leopoldo Torricelli \| Italie \| \| 0 s \| \| 7. André Tribouillard \| France \| \| 0 s \| \| 8. Carlo Galetti \| Italie \| \| 0 s \| \| 9. Emilio Chironi \| Italie \| \| 0 s \| \| 10. Dario Beni \| Italie \| \| 0 s \| |          |    |                 |
| 1. Henri Pélissier | France   | en | 7 h 34 min 30 s |
| 2. Giovanni Micheletto | Italie   | +  | 0 s             |
| 3. Cyrille Van Hauwaert | Belgique |    | 0 s             |
| 4. Maurice Brocco | France   |    | 0 s             |
| 5. Carlo Durando | Italie   |    | 0 s             |
| 6. Leopoldo Torricelli | Italie   |    | 0 s             |
| 7. André Tribouillard | France   |    | 0 s             |
| 8. Carlo Galetti | Italie   |    | 0 s             |
| 9. Emilio Chironi | Italie   |    | 0 s             |
| 10. Dario Beni | Italie   |    | 0 s             |